# 近鐵23000系電聯車
近鐵23000系電聯車（日语：／ Kintetsu 23000-kei densha）是近畿日本鐵道使用的特急型電聯車，其暱稱為「伊勢志摩Liner」。23000系是為了配合近鐵於1994年在三重縣志摩市磯部町開業的綜合型度假設施「志摩西班牙村」，而在1993年至1995年製造的特急型電聯車，並於1994年3月15日開始投入使用。
本型車的車體上半部採用象徵太陽光的日光黃作為塗裝，下半部使用和近鐵21000系及26000系電聯車相同的水晶白；下緣則採用象徵沙灘的灰沙色，並在上下塗色的交界處加入象徵大海的水藍色細條紋。而本型車於1994年獲得日本鐵道建設業協會頒發的布魯內爾獎。
2012年，近鐵為迎接2013年伊勢神宮的第62回神宮式年遷宮，因此時隔18年將23000系進行全面翻新，並於同年的8月4日投入使用。新的23000系採用紅色與黃色兩種塗裝，象徵伊勢志摩的太陽與陽光。而所有車廂的內裝均改為木紋風格，並且全面禁止吸菸，以提升旅客乘車時的舒適度。